# Monte Vandalino
Der  Monte Vandalino ist ein 2121 m s.l.m. hoher Berg in den  Cottischen Alpen im italienischen Piemont, rund 50 km südwestlich von Turin. Er bildet die äußerste Erhebung eines Höhenzugs, der zwei Seitentäler der Val Pellice (die Valle d'Angrogna und den Vallone degli Invincibili) und damit auch die Gemeindegebiete von Torre Pellice und Villar Pellice voneinander trennt.
Im Sommer wird der Aussichtsberg von Wanderern und Mountainbikern aufgesucht, im Winter ist er ein beliebtes Ziel von Skitouren. Von Torre Pellice führte eine in den 1960er Jahren von der Società Seggiovia Vandalino errichtete Seilbahn zum auf rund 1250 m am Osthang des Berges gelegenen Maiensäß Sea di Torre; der Betrieb wurde in den 1980er Jahren eingestellt. Seit 1972 finden am Vandalino regelmäßig internationale Wettbewerbe im Motorrad-Trial statt.
An der südöstlichen Bergflanke liegt oberhalb der zur Torre Pellice gehörigen Borgata Bonnet am Fuß des Felsklotzes Castelluzzo die Höhle Bars de la Tagliola ⊙. Sie diente den Waldensern in Zeiten der Verfolgung als Zufluchtsort.
Auf der gegenüberliegenden Seite in Richtung Pra del Torno (Angrogna) befindet sich das Rifugio Barfè.
Eine Besteigung des Monte Vandalino empfiehlt sich von der Sea di Torre aus und nicht von der Borgata Bonnet oder vom Castelluzzo, da hier die Wege überwuchert sind und der Aufstieg selbst ohne dieses Problem sehr steil wäre. Von den Bonnet führt jedoch auch ein Weg zur Sea di Torre. Der Castelluzzo kann übrigens auch von Villar Pellice bestiegen werden. 
Auf dem Gipfel des Monte Vandalino befindet sich eine ausgedehnte Wiese, etwas unterhalb am Südhang (Richtung Val Pellice) stehen mehrere Steinhausruinen, die vermutlich einmal Schäfern als Übernachtungsmöglichkeit dienten. Bei gutem Wetter hat man eine Aussicht nach Süden zumindest auf den in Richtung Valle Po gelegenen Monte Friolànd sowie den Monte Granero und Monte Manzol am oberen Talschluss, nach Norden auf das Angrognatal und bei optimalen Bedingungen bis ins Aostatal sowie nach Westen in die Ebene des Pinerolese und Cuneese, wo bei Cavour die Rocca di Cavour, ein wie aus dem Nichts aus der Ebene auftauchender Felsklotz, ins Auge sticht. 